# フランツ・アドルフ・フォン・アンハルト＝ベルンブルク＝シャウムブルク＝ホイム
フランツ・アドルフ・フォン・アンハルト＝ベルンブルク＝シャウムブルク＝ホイム（ドイツ語：Franz Adolf von Anhalt-Bernburg-Schaumburg-Hoym, 1724年7月7日 - 1784年4月22日）は、プロイセン軍の中将。

## 生涯
フランツ・アドルフは、アンハルト＝ベルンブルク＝シャウムブルク＝ホイム侯ヴィクトル1世（1693年 - 1772年）と、その最初の妃でイーゼンブルク＝ビューディンゲン＝ビルシュタイン伯ヴィルヘルム・モーリッツの娘シャルロッテ・ルイーゼ（1680年 - 1739年）の間に生まれた息子であった。1767年に甥が誕生するまで、フランツ・アドルフはアンハルト＝ベルンブルク＝シャウムブルク＝ホイム侯領の推定相続人であった。
プロイセン軍においては、フランツ・アドルフはシレジア遠征に参加し戦功をあげた。1759年にカールデン歩兵連隊長に、1771年に歩兵中将に就任した。また、黒鷲勲章を受章した。

## 結婚と子女
フランツ・アドルフは、1762年10月19日にシレジアのニーダー・カウフンク（現在のボイチェシュフ）において、ヨハン・ヴォルフガング・フォン・ハスリンゲン伯爵とコットヴィッツ男爵夫人エルネスティナの娘マリア・ヨーゼファ（1741年 - 1785年）と結婚した。兄弟は下級貴族を対等な結婚から除外する1756年の下院法をたてに、貴賤結婚として帝国議会でフランツ・アドルフに苦情を申し立てた。評決が得られないまま、帝国議会は訴訟を却下し、和解を勧告した。フランツ・アドルフはこの問題でプロイセン王に頼ったが、国王は「Stinkent Fet und Schmirige buter - ne Finke」というメモを添えて要請を拒否した。この結婚で以下の子女が生まれた。
- ヴィクトル・フリードリヒ（1764年 - 1767年）
- シャルロッテ・ルイーゼ（1766年 - 1776年）
- フリードリヒ・フランツ・クリストフ（1769年 - 1807年） - 1790年にカロリーネ・ヴェスタープ（1773年 - 1818年）と結婚。ヴェスタープ家の祖。
- ヴィクトリア・アマーリエ・エルネスティーネ（1772年 - 1817年） - 1791年にカール・フォン・ヘッセン＝フィリップスタール（1757年 - 1793年）と結婚、1796年にヴィンフェン伯フランツ・カール・エドゥアルトと結婚
- アドルフ・カール・アルブレヒト（1773年 - 1776年）
- レオポルト・ルートヴィヒ（1775年 - 1776年）
- マリー・ヘンリエッテ（1779年 - 1780年）